# Vibilia jeangerardi
Vibilia jeangerardi är en kräftdjursart som beskrevs av Lucas 1845. Vibilia jeangerardi ingår i släktet Vibilia och familjen Vibiliidae. Inga underarter finns listade i Catalogue of Life.